# Protoptila erotica
Protoptila erotica là một loài Trichoptera trong họ Glossosomatidae. Chúng phân bố ở miền Tân bắc.